# Filippo Bologna
Filippo Bologna (San Casciano dei Bagni, 1978) è uno scrittore, sceneggiatore e regista italiano.

## Biografia
Il suo romanzo d'esordio Come ho perso la guerra (edito da Fandango) è stato tra i finalisti del Premio Strega 2009, e ha vinto il Premio Fiesole Narrativa Under 40 2009 e il Premio Bagutta Opera Prima. L'opera è stata pubblicata anche in Gran Bretagna dalla casa editrice Pushkin Press con il titolo How I lost the war. Nell'aprile del 2012 è uscito il suo secondo romanzo I pappagalli, edito come il precedente da Fandango.
Ha scritto la sceneggiatura di alcuni film, fra i quali Questo mondo è per te di Francesco Falaschi, L'ape e il vento di Massimiliano Camaiti, che ha ottenuto due menzioni speciali (sceneggiatura e regia) ai Nastri d'argento 2010 ed è stato premiato dalla giuria della stampa estera con il Globo d'oro (2010), L'ultima ruota del carro di Giovanni Veronesi (2013), che ha aperto fuori concorso l'edizione 2013 della Festa del Cinema di Roma. Per la sceneggiatura di Perfetti sconosciuti ha ottenuto il David di Donatello 2016 per la migliore sceneggiatura.
Collabora con Il Sole 24 ore.

## Filmografia parziale

### Sceneggiatore
- La pagella, regia di Alessandro Celli – cortometraggio (2009) – anche soggetto
- L'ape e il vento, regia di Massimiliano Camaiti – cortometraggio (2009) – anche soggetto
- Cuore di clown, regia di Paolo Zucca – cortometraggio (2011)
- Biondina, regia di Laura Bispuri – cortometraggio (2011)
- Questo mondo è per te, regia di Francesco Falaschi (2011) – anche soggetto
- L'ultima ruota del carro, regia di Giovanni Veronesi (2013)
- Perfetti sconosciuti, regia di Paolo Genovese (2016)
- Quanto basta, regia di Francesco Falaschi (2018)
- Cosa fai a Capodanno?, regia di Filippo Bologna (2018)
- Se son rose, regia di Leonardo Pieraccioni (2018)
- Gli infedeli, regia di Stefano Mordini (2020)
- Crazy for Football - Matti per il calcio, regia di Volfango De Biasi – film TV (2021)
- Per tutta la vita, regia di Paolo Costella (2021)  – soggetto
- Una famiglia mostruosa, regia di Volfango De Biasi (2021)
- Come prima, regia di Tommy Weber (2021) – anche soggetto
- Il sesso degli angeli, regia di Leonardo Pieraccioni (2022)
- Una gran voglia di vivere, regia di Michela Andreozzi (2023)

### Regista
- Cosa fai a Capodanno? (2018)

## Premi e riconoscimenti
- Ciak d'oro
  - 2016 - Migliore sceneggiatura per Perfetti sconosciuti[9]

## Opere
- Come ho perso la guerra, Roma, Fandango, 2009, ISBN 978-88-6044-114-0.
- I pappagalli, Roma, Fandango, 2012, ISBN 978-88-6044-261-1.
- I morti non hanno fretta: la prima indagine del commissario Santini, Segrate, Mondadori, 2014, ISBN 978-88-04-63453-9.